# Чип (Мађарска)
Чип (мађ. Szigetcsép) је село у Мађарској, у Пештанској жупанији. Чип потпада под Српскоковински округ.
Чип је важан као једно од 20-ак места у Мађарској са постојећом српском мањинском самоуправом. У селу постоји Српска православна црква.

## Природне одлике
Чип се налази у северној Мађарској. Насеље је положено на истоименом Чепелском острву, великој ади Дунава, непосредно јужно од Будимпеште. Величина сеоског атара је 18,20 km2.

## Историја Срба у месту
Срби су у насељу присутни још од средњег века, али је њихов број посебно нарастао после Велике сеобе.
Записан је 1826. године као месни парох, поп Атанасије Остојић.
По државном шематизму православног клира у Угарској из 1846. године у Чипу ("Csep")је било 258 православаца. Месно православно парохијско звање је из 1768. године од када се воде и црквене матрикуле. Парох је тада поп Василије Јанковић, школски директор поп Павле Ристић парох из Српског Ковина.
На месту првобитне српске православне цркве са почетка 18. века подигнута је садашња - 1777. године. Посвећена је Св. Стефану Дечанском, а иконостас је од 1907. године. Звоник је призидан 1815. године. Православне матрикуле су заведене 1779. године. Помиње се 1801. године међу претплатницима поп Јован Дотић парох месни.
Број становника Срба у Чипу је у 19. веку порастао. Тако је 1847. године било 203, две деценије касније 1867. године - 258 душа.
Храм је обновљен и освећен 1897-1898. године. Храм је после дугогодишњег опадања обновио парох Јован Бешлић. Беседу изговорену на освећењу обновљеног храма од стране будимског протопрезвитера Корнела Чупића, маја месеца те године, објавило је црквено гласило "Српски сион" 1898. године. Иконостас је рађен 1907. године.
Парох у Чипу је 1856. године био поп Јован Бољарић, када се јавља као пренумерант једне стране књиге преведене на српски језик. Уз њега су претплатници били и земљеделци Илија Хајџан и Гаврил Остојић. Следеће 1857. године опет се јављају купци српске књиге коју је написао Бечејац учитељ. Били су то житељи Чипа: поп Јован Вољарић парох и скупљач, Милош Ашабан кнез, Живко Хајџан месни школски надзиратељ и Гавра Остојић земљеделац.
Поп Тимотије Михалџић је био парох у Чипу око 1860. године <
Године 1905. Чип је велика општина у Српско-ковинском срезу. Ту живи 1215 становника у 260 домова, Немци доминирају. Срба је мало; има 284 православне душе (или 23%) са 64 куће. Од српских јавних здања помињу се православна црква и народна школа. село је повезано са светом преко поште и жељезничке станице.
У месту је почетком 20. века српска црквена општина, скупштина је редовна под председништвом Светозара Суботина. Месту припада као парохијска филијала Сигетсентмартон. Црква је 1905. године, споља у добром а изнутра у лошем стању. Има српско православно гробље. Православна парохија је шесте класе, има парохијски дом и парохијску сесију од 36 кј. земље.Петар Павловић је као прву парохију добио да у њој администрира управо у Чипу крајем 1905. године. Следећи парох је био један калуђер Вићентије Себишановић јеромонах, родом из Вогња у Срему.
Још 1745. године општина Чип је издвајала годишње по 5 ф. за издржавање српске школе. Забележен је 1846. године у месној школи учитељ Георгије Бошњак са 22 ученика. Постављен је 1867. године за учитеља са квалификацијама у Чипу, Милош Павловић. Општина Чип је приложила за учитељски фонд 27 ф. те године. Умро је 1868. године учитељ Георгије Тошковић родом из Српског Алмаша. Тошковић је почео каријеру у Чипу, на Чепељском острву око 1825. године, и добрим се показао за пет година службе, и радио би и даље да га нису када се прочуо, "преотели" Срби Коморанци. После мађарске револуције вратио се у Чип и још неколико година децу учио. Учитељ Григорије Тошковић је 1868. године у Чипу, српском селу на Чепељском острву. Занимљива је и богата натурална понуда учитељу који је биран за чипску школу 1881. године. Према стечају учитељ је очекивао да добије: основна годишња плата 60 ф, 18 мерова ражи, скоро 13 јутара оранице, огрев, 25 фунти говедине, 25 фунти соли, 25 фунти сланине, шест фунти лојаних свећа, 50 холби пасуља, 100 пиртли, четири "колска реда у воденицу" и стан са баштом. Била је до замисао и рачуница потписаног гаранта, председника црквеног Живка Хајџана. Стечај за српског учитеља расписан је и 1898. године у лето. Понуђена му је годишња плата 132 ф. плус и епархијског потпорног школског фонда још у новцу - 70 ф. Еуген Думча славни градоначелник Сентандреје сетио се српске народне школе у Чипу и послао јој 200 к на дар, 1900. године. Владимир Радосављевић је 1900. године био привремени чиповски учитељ, док не оконча испите у Сомборској препарандији. Реновирање школе извршено 1903. године, измењен кров и прозори. Српска народна школа има 1905. године једно здање. Школски управитељ је Лаврентије Томић. Учитељица у Чипу је Софија Станковић родом из Сомбора, служи ту девет година. Редовну наставу је пратило 22 ђака, а у недељну школу ишло девет ученика старијег узраста. Године 1909. учитељ је ту Жарко Чичовачки. Предстојала је 1912. године градња новог школског здања.
После Првог светског рата већи део Срба се иселио у српске делове новоформиране Краљевине Срба, Хрвата и Словенаца.
Почетком 21. века у Чипу је српска православна црква посвећена Св. Стефану Дечанском. Налази се у центру села, грађена од опеке и камена. Српско православно гробље у месту у северном делу насеља код пута за Ковин и Тукуљу, непосредно поред храма. Добро је уређено и ограђено, а део површине је сада ораница. Најстарији се споменик из 1838. године, а избројано их је 238 комада. Ту се налази и мртвачница.

## Становништво
Већинско становништво у Чипу су Мађари, а мањине су Срби и Немци.